# لورنس أوليفيه
لورانس كير أوليفيه، البارون أوليفيه (Laurence Kerr Olivier، Baron Olivier)،(22 مايو 1907 – 11 يوليو 1989) هو ممثل، ومخرج، ومنتج إنجليزي. هو واحد من أكثر الممثلين شهرةً وإجلالاً في القرن العشرين، وهو أصغر ممثل يمنح سمت الفروسية كما كان أول من يرفع إلى رتبة النبيل. تزوج ثلاث مرات، من فنانات هن جيل إسموند (Jill Esmond)، وفيفيان لي (Vivien Leigh)، وجون بلورايت (Joan Plowright). وقد صرح الممثل سبنسر تريسي (Spencer Tracy) ذات مرة أن أوليفييه هو «أعظم ممثل في العالم الإنجليزي بأسره».
لعب أوليفيير العديد من الأدوار المختلفة على المسرح والشاشة من التراجيديا اليونانية، وشيكسبير، وكوميديا عصر الإحياء ووصولاً إلى الدراما الأمريكية والبريطانية. كان أول مخرج فني للمسرح الوطني لبريطانيا العظمى وقد سمي المسرح الرئيسي فيه على اسم أوليفييه تكريمًا له. يراه البعض أعظم ممثل في القرن العشرين، في نفس الفئة مع ديفيد جاريك (David Garrick)، وريتشارد بيرباج (Richard Burbage)، وادموند كين (Edmund Kean)، وهنري ايرفينغ (Henry Irving) في عصورهم. نال أوليفييه الكثير من التقدير من قبل أكاديمية فنون وعلوم الصور المتحركة أكاديمية فنون وعلوم الصور المتحركة وهي الأكاديمية المسئولة عن حفل جوائز الأوسكار، حيث تم ترشيحه اثنا عشر مرة لجائزة الأوسكار، وحصل بالفعل على جائزتين (كأفضل ممثل وأفضل صورة عن فيلم هاملت عام1948)، كما منحته الأكاديمية جائزتين شرفيتين تضمنتا تمثالاً صغيرًا وشهادة. وحصل أيضًا على خمس جوائز إيمي من بين تسع ترشيحات تلقاها. إضافة إلى ذلك، فاز ثلاث مرات بكل من غولدن غلوب (Golden Globe) وجائزة ال BAFTA (الأكاديمية البريطانية لفنون السينما والتلفزيون). امتد عمله كممثل مسرحي وسينمائي ما يقرب من ستة عقود وشمل العديد من الأدوار المختلفة، ابتداءً بالأدوار البسيطة كما في مسرحية عطيل لشكسبير وسير توبي بليتش (Sir Toby Blech) في ليلة عيد الفطاس (Twelfth Night) وحتى شخصية طبيب الأسنان النازي السادي كريستيان زيل (Christian Szell) في العدَّاء (Marathon Man) (رجل الماراثون)، والصياد النازي المصمم والرفيق في آن واحد في فيلم الأولاد من البرازيل.(The Boys from Brazil)
أوليفييه هو ابن القس في الكنيسة العليا الذي لاحت له أضواء الشهرة على خشبة مسرح ويست إند (West End)، والذي اتخذ قراره مبكرًا بأن يتقن شيكسبير، حتى أصبح في النهاية يرى بوصفه الترجمان الرئيسي لأعمال شكسبير في القرن العشرين. استمر في التمثيل حتى عام قبل وفاته في 1989. لعب أوليفييه أكثر من 120 دورًا مسرحيًا: ريتشارد الثالث (Richard III)، ومكبث (Macbeth)، وروميو (Romeo)، وهاملت (Hamlet)، وعطيل (Othello)، والعم فانيا (Uncle Vanya)، وارشي رايس في المسامر.(The Entertainer) وظهر في حوالي ستين فيلمًا، بما في ذلك فيلم مرتفعات ويذرنغ (Wuthering Heights)، لويليام وايلر (William Wyler)، وفيلم ريبيكا لـألفريد هيتشكوك (Alfred Hitchcock)، وفيلم سبارتاكوس (فيلم) لـستانلي كوبريك (Stanley Kubrick)، وبحيرة الأرنب مفقودة لأوتو بريمنغر (Otto Preminger)، وفيلم أوه! يا لها من حرب جميلة لريتشارد اتينبورو (Richard Attenborough). يا لها من حرب جميلة (What a Lovely War)، والجسر البعيد (A Bridge Too Far)، والبوليس السري (Sleuth)، لجوزيف إل. مانكيفيتس (Joseph L. Mankiewicz)، وفيلم العدَّاء لجون شليزنجر (John Schlesinger)، وبيتسي لدانيال بيتري (Daniel Petrie)، وفيلم صراع الجبابرة لديزموند ديفيز (Desmond Davis)، وفيلمه  هنري الخامس (Henry V)، وهاملت، وريتشارد الثالث.
كما حافظ على عطيل في فيلم، بفريق المسرح كامل تقريبا. وللتلفزيون، قام بالتمثيل في القمر والبنسات الست (The Moon and Sixpence)، وجون جبرائيل بوركمان (John Gabriel Borkman)، ورحلة اليوم الطويل إلى الليل (Long Day's Journey into Night)، وإعادة النظر في برايدشيد (Brideshead Revisited)، وتاجر البندقية (The Merchant of Venice)، وقطة على سطح صفيح ساخن (Cat on a Hot Tin Roof)، والملك لير (King Lear)، وأعمال أخرى. في 1999، أدرج معهد الفيلم الأمريكي أوليفييه من ضمن قائمة أعظم ممثل لكل العصور وحاز على المرتبة الرابعة عشر في القائمة.

## حياته وعمله

### لمحة عامة على حياته العائلية وحياته المبكرة (1907–1924)
وُلد أوليفييه في دوركينغ في مقاطعة سَري، وهو ثالث وآخر طفل للقس جيرارد كير أوليفييه (1869-1939) وزوجته أغنيس لويز، التي وُلدت باسم كروكيندين (1871-1920). يعود أصل جدّه الأكبر إلى الهوغونوتيون الفرنسيين، وبذلك، ينتمي أوليفييه لعائلة تتألف من أجيال متلاحقة من رجال الدين البروتستانيين. بدأ جيرارد أوليفييه حياته المهنية معلمًا في المدرسة، ولكنه اكتشف في الثلاثينيات من عمره إمكانية عمله في مهنة أخرى -مهنة دينية معروفة- وعُين لاحقًا كاهنًا في كنيسة إنجلترا. مارس تعاليم الكنيسة العليا والطقوس الأنجليكانية، وكان يحب أن يُنادى باسم «الأب أوليفييه». جعله هذا مكروهًا من قبل معظم الطوائف الأنجليكانية، وكانت المناصب الكنسية الوحيدة التي عُرضت عليه مؤقتة، وعادةً ما كان ينوب الكهنة الرسميين عند غيابهم عن الكنيسة، ما جعل منه رحّالة، فلم يكن يعيش في مكان واحد لفترة تكفي لتكوين صداقات في السنوات الأولى من عمره.
عندما كان أوليفييه في الخامسة من عمره وتحديدًا في عام 1912، حصل والده على منصب دائم وهو مساعد رئيس الجامعة في سانت سافيور في بيمليكو. شغل هذا المنصب لمدة ست سنوات، وكانت حياة الأسرة مستقرة. كان أوليفييه مخلصًا ومُحبًا لأمه، ولكن ليس لأبيه الذي كان باردًا تجاهه وغير مهتم به. ومع ذلك، فقد تعلم منه الكثير في فن الأداء. في سنوات شبابه، أخذ جيرارد أوليفييه بعين الاعتبار إيجاد مهنة تخوله الوقوف على المسرح، فكان واعظًا دراماتيكيًا ناجحًا. كتب أوليفييه أن والده كان يعرف: «متى يخفض صوته، ومتى يرفع صوته ليتكلم عن أخطار جهنّم، ومتى يقدم مزحة خادعة، ومتى يلهب عاطفيًا. احتوتني هذه التغيرات المزاجية السريعة بالإضافة إلى الأسلوب، ولم أستطع نسيانها أبدًا».
بعد التحاقه بسلسلة من المدارس الإعدادية، اجتاز أوليفييه في عام 1916، امتحان ترتيل ليُقبل في مدرسة جوقة جميع القديسين الموجودة في شارع مارغريت، في وسط لندن. كان شقيقه الأكبر تلميذًا هناك بالفعل. حاول أوليفييه الاستقرار والتعوّد تدريجيًا على الأوضاع في المدرسة، على الرغم من شعوره بأنه شخص غريب. كان أسلوب العبادة في الكنيسة (ولا يزال)، الأنجلو كاثوليكية، مع التركيز على الطقوس والأزياء والبخور. أعجبت أوليفييه طريقة الخدمات في الكنيسة، وتشجيع الكهنة على تطوير ذوق الدراما العلمانية والدينية. أثار أداء أوليفييه البالغ من العمر 10 سنوات دور بروتوس في إنتاج مدرسي للعمل المسرحي يوليوس قيصر في عام 1917، إعجاب الجمهور الذي كان من بينهم هيلين مود هولت والشابة سيبيل ثورنيديك وإلين تيري التي كتبت في مذكراتها، «الصبي الصغير الذي لعب دور بروتوس، هو بالفعل ممثل عظيم». وقد حاز فيما بعد على الثناء لإنتاجات مسرحية أخرى من أداء التلاميذ، مثل الليلة الثانية عشرة أو كما تشاء (1918) ترويض النمرة أو كاثرين الشرسة (1922). اختار أوليفييه الذهاب إلى مدرسة سانت إدوارد في أكسفورد من بين جميع المدارس، بين عامي 1920 و1924. لم يكن له أثر مهم حتى عامه الأخير، عندما لعب دور روبن جودفيلو في مسرحية من إنتاج المدرسة، بعنوان حلم ليلة في منتصف الصيف، كان أدائه تحفة وبمهارة عالية ما جعل منه مشهورًا بين زملائه التلاميذ. غادر شقيقه إنجلترا في يناير 1924 للعمل في زارعة المطاط في الهند. اشتاق أوليفييه لشقيقه بشدة وسأل والده إذا كان بإمكانه اللحاق به. وذكر في مذكراته إجابة والده، «لا تكن مثل هذا الأحمق، فأنت لن تذهب إلى الهند، ستذهب على المسرح».

### مهنة التمثيل في السنوات الأولى (1924-1929)
قال جيرارد أوليفييه لابنه في عام 1924 -وهو رجل لطالما كان حريصًا ماديًا ومقتصدًا- إنه لا يجب أن يُقبل في المدرسة المركزية للتدريب على الخطاب والفن المسرحي فقط، ولكن أيضًا على منحة دراسية لتغطية الرسوم الدراسية ونفقات المعيشة. كانت شقيقة أوليفييه طالبة هناك وكانت مفضلة لدى غيلسي فوغيرتي، مؤسسة ومديرة المدرسة. تكهن أوليفييه لاحقًا أن موافقة فوغيرتي على المنحة كان بسبب أخته.

### الاقتباسات
- Coleman، Terry (2005). Olivier: The authorised biography. Bloomsbury. ISBN:0-7475-7798-6. مؤرشف من الأصل في 2016-06-17.
- Croall، Jonathan (2002). Gielgud: A Theatrical Life 1904–2000. Continuum. ISBN:0-8264-1403-6. مؤرشف من الأصل في 2013-06-16.
- Holden، Anthony (2008). Olivier. Weidenfeld. ISBN:1-904435-89-0. مؤرشف من الأصل في 2013-05-27.
- Olivier، Laurence (1982). Confessions of an Actor. Simon and Schuster. ISBN:0-14-006888-0.
- Olivier، Laurence (1986). On Acting. Weidenfeld isbn=0-297-78864-7. {{استشهاد بكتاب}}: عمود مفقود في: |ناشر= (مساعدة)
- Plowright، Joan (2001). And That's Not All: The Memoirs of Joan Plowright. Weidenfeld. ISBN:0-297-64594-3.
- Saint-Denis، Michel (1949). Five Seasons of the Old Vic Theatre Company. London: Saturn Press. {{استشهاد بكتاب}}: الوسيط author-name-list parameters تكرر أكثر من مرة (مساعدة)

## كتابات أخرى
- Hall، Lyn، editor (1989). Olivier at Work: The National Years. Nick Hern Books/National Theatre. ISBN 1-85459-037-5

## وصلات خارجية
- لورنس أوليفيه على موقع IMDb (الإنجليزية)
- لورنس أوليفيه على موقع الموسوعة البريطانية (الإنجليزية)
- لورنس أوليفيه على موقع الموسوعة البريطانية (الإنجليزية)
- لورنس أوليفيه على موقع روتن توميتوز (الإنجليزية)
- لورنس أوليفيه على موقع مونزينجر (الألمانية)
- لورنس أوليفيه على موقع ألو سيني (الفرنسية)
- لورنس أوليفيه على موقع ميوزك برينز (الإنجليزية)
- لورنس أوليفيه على موقع تيرنر كلاسيك موفيز (الإنجليزية)
- لورنس أوليفيه على موقع أول موفي (الإنجليزية)
- لورنس أوليفيه على موقع قاعدة بيانات برودواي على الإنترنت (الإنجليزية)